# Blaise Pascal
Blaise Pascal (født 19. juni 1623 i Clermont-Ferrand, død 19. august 1662 i Paris) var en fransk matematiker, fysiker, opfinder og filosof. Han opfandt 19 år gammel verdens første regnemaskine. Han bidrog til udviklingen af sandsynlighedsregning, og han formulerede Pascals lov om tryk. Hans filosofiske hovedværk var Tanker (fr. Pensées), et stort anlagt, ufuldendt forsvarsskrift (apologi) for kristendommen.

## Biografi
Pascal blev født den 19. juni 1623 i Clermont-Ferrand i det centrale Frankrig. Han mistede sin mor i en alder af tre år. Efter moderens død besluttede faderen, Etienne Pascal, (1588–1651) at tage sig af sine børns uddannelse alene. Han giftede sig aldrig igen.
Allerede som barn viste Pascal usædvanlige evner for naturvidenskab. Som 19-årig opfandt han en regnemaskine. Til han var 31 år, viede han sit liv til naturvidenskaben.
I 1646 kom han i kontakt med jansenismen, en streng retning inden for den romersk-katolske kirke, og den påvirkede ham i retning af kristendommen. Året efter skrev han om teologiske emner. Men han faldt fra dette første religiøse engagement, og 1648-1654 havde han sin ”verdslige periode”.
I 1654 skete det store vendepunkt i Pascals liv. Den 23. november 1654 mellem 10:30 og 12:30 oplevede han sit livs afgørende omvendelse i forbindelse med en intens religiøs oplevelse. Til minde herom nedskrev han den Mémorial (mindeskrift), som han altid bar på sig. Hans Mémorial begynder:
”Abrahams Gud, Isaks Gud, Jakobs Gud,
ikke filosoffernes og de lærdes.
Vished, vished, følelse, fryd, fred.
Jesu Kristi Gud.
”(…)
Glemme verden og alt undtagen Gud.
Han findes kun ad de veje, som evangeliet lærer os." 
Han synes omhyggeligt at have dette dokument syet ind i sit tøj. En tjener opdagede det tilfældigt efter hans død. 
Efter sin omvendelse forlod han naturvidenskaben og skrev i årene 1656–57 sit første store værk om kristendommen Provinsbrevene ((på fransk Les lettres provinciales).
Hans hovedværk var dog Tanker (på fransk Pensées), en stor samling essays og noter, som blev udgivet efter hans død i 1670. Det var en bog, der skulle forklare og retfærdiggøre kristendommen for tvivlende. Pascal døde dog, inden værket var færdigt.
Hele livet igennem var Pascal svagelig og plaget af sygdomme, og han døde 39 år gammel. Han var ugift hele sit liv.

## Opfindelser og naturvidenskabeligt arbejde

### Regnemaskinen
Pascal opfandt en regnemaskine (som blev kaldt en ”pascaline”) allerede som 19-årig. Den havde indbygget en række sindrige tandhjul, der hver kunne drejes med hånden og repræsenterede de 10 cifre på hver plads i et ønsket tal. For eksempel kunne tallet 232.331 drejes frem som 2, 3, 2, 3, 3 og 1. Se figur 1. Maskinen kunne lægge sammen og trække fra, og med lidt snilde kunne den også gange og dividere.
Regnemaskinen blev ikke en stor kommerciel succes; dels fordi den var ret besværlig at bruge, dels fordi den var ekstraordinært dyr. Den blev derfor mest et legetøj og et statussymbol for de meget rige. Ikke desto mindre var den det første led i en 400-årig udvikling frem mod nutidens avancerede computere. Programmeringssproget Pascal, der er baseret på ALGOL-computersproget, er opkaldt efter ham som en anerkendelse for hans arbejde med regnemaskinen.

### Matematik
Pascals udvikling af sandsynlighedsregning var et af hans vigtigste bidrag til matematikken. Han udførte et vigtigt tidligt arbejde inden for denne gren af matematikken.
Han lavede desuden en vigtig forberedelse til Leibniz' arbejde med infinitesimalregning. I sin Afhandling om den aritmetiske trekant (1654) gør han rede for sine forskningsresultater på området.
I samme afhandling præsenterer han ”den aritmetiske trekant”, i dag kendt som Pascals trekant. Den fremkommer ved at begynde med et et-tal øverst, og dernæst for hver række derunder at begynde med et et-tal og slutte med et et-tal. De resterende tal fremkommer ved at tage summen af de to tal, der står umiddelbart ovenover. Pascals trekant har trods sin enkelhed vist sig at være meget brugbar i matematikken. Se figur 2.
Han er desuden ophavsmand til Pascals sætning, der siger, at når de seks hjørner i en sekskant ligger i et keglesnit, vil de tre skæringspunkter mellem par af modstående linjer ligge på en ret linje, også kaldt Pascals linje. Se figur 3.

### Fysik
Pascal bidrog til flere områder inden for fysik. Han påviste, at luftens tryk (det atmosfæriske tryk) aftager med højden over jordoverfladen. Inden for væskemekanikken er han kendt for Pascals lov, som siger, at enhver ændring af trykket et sted i en indelukket væske medfører en lige så stor ændring af trykket et hvilket som helst andet sted i væsken. Han opfandt i den forbindelse den hydrauliske maskine.
Til ære for hans videnskabelige bidrag er ordet "pascal" givet til måleenheden for tryk. Tryk er kraft per areal. Et tryk på en pascal (Pa) er lig med kraft på en Newton per kvadratmeter.

## Religionsfilosofi
Efter sin omvendelse i november 1654 opgav Pascal i det store og hele sit naturvidenskabelige arbejde og kastede sig over et grundigt og omfattende studium af Bibelen og kristendommen.
Hans første store kristne værk var Provinsbrevene (Les lettres provinciales), der blev skrevet i 1656-57. Det var et værk, der var rettet mod jesuiterordenens kasuistik, således som den havde udviklet sig i Frankrig på dette tidspunkt. Det var skrevet i en elegant stil og med en bidende satire, og samtidig var det præget af den nyomvendtes glød for sin tro.
En kasuistik er er regelsamling, der kan finde anvendelse på alle tænkelige tilfælde inden for et område. En kasuistik forsøger med andre ord at foregribe alle tænkelige enkelttilfælde og at opstille regler for disse. Kasuistikken lægger mindre vægt på generelle principper, men mere vægt på de enkelte tilfælde og de særlige forhold, der knytter sig til disse.
Jesuitterne havde udviklet en kasuistik, der understøttede moralsk slaphed, specielt for de velhavende mennesker, der støttede kirken med pengegaver. Det var specielt det punkt, Pascal rettede sin kritik mod. Han kritiserede, at aristokratiske angrende kunne bekende deres synder én dag, begå synden igen næste dag, generøst donere penge til kirken dagen efter, og derefter vende tilbage for at genbekende deres synder - og kun modtage den letteste straf.
Han giver en række eksempler på jesuitternes kasuistik og dens "afslappede moral" ved at citere jesuitiske skrifter. I dem tillades for eksempel undskyldninger for at afholde sig fra at faste, fra at give til de fattige, og der gives tilladelse til, at en munk kan gå på bordel, hvis han midlertidigt fradømmer sig selv kjole og krave. Efter bordelbesøget kan han så give sig munkestanden tilbage.
Pascals tilgang til kristendommen var på en måde den samme som hans tilgang til naturvidenskaben: logisk og fornuftspræget, men med en stærk lidenskab for den sag, han beskæftigede sig med. Allerede i 1648 - før sin omvendelse - havde han udtalt, at der er mange ting i kristendommen, som dens modstandere siger er imod fornuften, men som netop lader sig bevise gennem den sunde fornuft.
Denne holdning kommer tydeligst til udtryk i hans hovedværk Tanker. Den oprindelige titel er Tanker over den kristne religions sandhed (Pensées sur la Vérité de la Religion Chrétienne). Pascal deler værket op i to: ”Mennesket uden Gud” og ”Mennesket med Gud”.
I Første del (”Mennesket uden Gud”) beskriver han situationen for det menneske, som ikke har nogen gudstro. Dette menneske befinder sig i en verden, som det ikke forstår og ikke føler sig hjemme i.
Pascal indleder med sin berømte tanke om de to uendeligheder: Mennesket befinder sig i en uforståelig position mellem det uendeligt store og det uendeligt lille. På den ene side er der det uendeligt store. Hvor meget vi end prøver at begribe det universet, er vores begreber om det dog kun atomer i sammenligning med, hvad det i virkeligheden er. På den anden side er der det uendeligt lille, som vore mikroskoper ikke kan kan indfange. Tager vi en mide, vil vi i den finde uendelig mange mindre dele. Ethvert lille atom er et univers af endnu mindre dele. Og således kan man fortsætte i det uendelige med at opdele hver lille del i endnu mindre dele. Mennesket må forfærdes over at se sig selv således svævende mellem de to uendeligheders afgrunde.
Hvis mennesket derefter vender sig mod sig selv, finder det et elendigt, afmægtigt, forvirret væsen, der ikke har nogen fast holdning. Alt kan bedrage det og få magten over det. Det menneske findes ikke, som ikke på en eller anden måde er behersket af egenkærlighed, hovmod, forfængelighed, indbildning og vaner.
På den anden side besidder mennesket en storhed, der er enestående i universet. Denne storhed består i tanken og følelseslivet. Det er tanken og følelseslivet, som gør mennesket til noget særligt blandt alle jordens skabninger. Særligt interesserer Pascal sig for, hvorfor mennesket føler sin elendighed og ufuldkommenhed så stærkt, som det gør. Det gør det, siger han, fordi det besidder en storhed fra en svunden tid. Menneskets storhed består netop i, at det erkender sin fornedrelse. Det gør et dyr ikke.
I Anden del (”Mennesket med Gud”) begynder Pascal med at spørge: Hvordan skal man nu komme til troen, når man har erkendt sin ulykkelige situation? Han angiver flere veje. Man kan ikke komme langt ved at bruge fornuften, men dog et stykke vej. Fornuften peger ikke klart mod kristendommens sandhed, men den peger heller ikke imod. Vi må altså vælge.
Han beskæftiger sig med dette problem i den berømte tanke, der hedder Væddemålet. Han forestiller sig her, at han taler til en ikke-troende, som han forsøger at få til at tro på Gud. Han siger til ham: Enten er Gud til, eller han er ikke til. Du bliver nødt til at vælge, for hvis du ikke vælger, fravælger du i virkeligheden Gud. Du bliver nødt til enten at vælge krone eller plat. ”Hvad vil du da holde på? … Lad os veje vinding og tab, hvis du holder på krone: at Gud er. Overslaget ser således ud: Vinder du, vinder du alt; taber du, taber du intet. Hold derfor uden betænkning på, at Gud er.” 
Fornuften kan som sagt ikke afgøre valget for én. Men hvad kan så? Her peger Pascal på hjertet. Ved ”hjertet” forstår han ikke blot den rene følelse, men også en intuition, der ”virker i et eneste øjeblik og altid er parat til at virke”. Hjertet er ”den evne hvorved de guddommelige sandheder føres ind i den menneskelige sjæl.”  Derfor er hjertet menneskets fornemste rettesnor. Det er således med hjertet, mennesket får troen, hvis det søger med oprigtighed; ikke med forstanden.
”Det er hjertet, der føler Gud, ikke fornuften. Se her har man, hvad troen er: Gud er blevet følelig for hjertet, ikke for forstanden.” 
Fornuften kommer først til sin ret efter troen. Troen er den første instans, og fornuften må tjene den. ”Underkaste og gøre brug af fornuften, heri består sand kristendom.” 

## Citater fraTanker
”Tanker” er ikke blot et religionsfilosofisk værk. Det er også et af fransk litteraturs hovedværker, fuld af veltalenhed og elegance. Pascal demonstrerer her en mesterlig beherskelse af de stilistiske virkemidler. Will Durant hyldede ”Tanker” som ”den mest veltalende bog i fransk prosa”. I det hele taget betragtes Pascal som en af de største mestre i fransk prosa. Hans brug af satire og vid har påvirket senere polemikere.
Her er nogle citater, der vidner om hans stilistiske mesterskab, og som samtidig illustrerer nogle hovedtanker hos ham:
”Mennesket ved ikke, hvor dets plads er. Det er tydeligt nok faret vild. Det er faldet ned fra sit sande stade og kan ikke finde det igen. Uroligt og uden held søger det alle vegne i et uigennemtrængeligt mørke.” 
”Når jeg tænker over, hvor kort den tid er, mit liv varer, og hvor ganske den drukner i evigheden fremad og evigheden bagud, når jeg tænker over, hvor lille det rum er, jeg optager, ja hvor lille selv det er, som jeg kan se, og hvorledes det ganske forsvinder i den uendelighed af rum, som jeg ikke kender, og som ikke kender mig, da forfærdes og forundres jeg over at se mig her snarere end der, thi der er ingen grund til, at jeg er her og ikke så godt der, at jeg lever nu frem for dengang. Hvem har sat mig her? Ifølge hvis befaling og styrelse er dette sted og denne tid blevet mig tildelt?” 
”Mennesket er kun et siv, det svageste i naturen; men det er et siv, der tænker.” 
”Viden har to yderpunkter, der støder sammen. Det ene er den uberørte naturlige uvidenhed, hvori alle mennesker befinder sig fra fødslen. Det andet er den uvidenhed, som store ånder når til, når de efter at have gennemløbet hele den menneskelige videns bane kommer til den anskuelse, at de intet ved, og således ender i samme uvidenhed, hvormed de begyndte. Men dette er en lærd uvidenhed, der er sig selv bevidst.” 
”Hvilken gåde er da ikke mennesket? Hvilken besynderlighed, hvilket uhyre, hvilket kaos, hvilket slyng af modsætninger, hvilket vidunder! Dommer over alt i verden og tåbelig som en orm; indehaver af sandheden og afløbsrende for uvished og vildfarelse; verdensaltets største herlighed og usleste udskud!” 
”Hjertet har sine grunde, som fornuften ikke kender.” 
”Den kristne tro går næsten udelukkende ud på at indprente to ting: vor naturlige fordærvelse og frelsen ved Jesus Kristus.” 

## Arven efter Pascal
Pascal er ofte blevet set som en forløber for kristen eksistentialisme. Særligt peges der på den vægt, han lægger på det individuelle valg i forbindelse med ”Væddemålet”. Det enkelte menneske er stillet i et uomgængeligt valg, siger han. Denne tanke minder om Søren Kierkegaards tilsvarende tanke om valgets uomgængelighed:
”Dersom du tænker Dig en styrmand i hans skib i det øjeblik, der skal gøres et slag, så vil han måske kunne sige, jeg kan enten gøre det eller det; men dersom han ikke er en mådelig styrmand, så vil han tillige blive sig bevidst, at skibet under alt dette skyder sin sædvanlige fart, og at det således kun er et øjeblik, hvor det er ligegyldigt, om han gør dette eller dette. Således med et menneske: Glemmer han at beregne denne fart, så kommer der til sidst et øjeblik, hvor der ikke mere er tale om et enten-eller, ikke fordi han har valgt, men fordi han har ladet det være, hvilket også kan udtrykkes således, fordi andre have valgt for ham, fordi han har tabt sig selv.” 
I juli 2017 fremsatte pave Frans et ønske om saligkåring – det sidste led før kåring til helgen - af Blaise Pascal. Paven sagde:
"Jeg synes ..., at han fortjener saligkåring. ... Jeg agter at søge den nødvendige procedure og udtalelse fra Vatikanets organer, der er ansvarlige for disse spørgsmål, og udtrykke min positive personlige overbevisning."
Flere grunde forklarer pavens ønske, på trods af Pascals kritik af jesuitterne. Pave Frans lagde især vægt på teologens og videnskabsmandens rolle som en glødende kristen, men også på hans rolle over for de fattige.
Knud Ferlov har formuleret eftertidens beundring for Pascal i følgende linjer:
”Med Pascal forsvandt en af den menneskelige tankes mægtigste og mest virile elskere. Han havde så at sige kortlagt alle dens veje, men hvad var alligevel tanken mod den hjertets visdom, der havde bragt hans skæbnes fartøj sikkert i havn? Det er den, der står præget i hans dødsmaskes sejrrige træk – som en sidste kommentar til hans storladne værk – og som måske tolker hans livs dybe mening bedre end alverdens lærde forklaringer.” 

## Pascals værker
Den nøjagtige kronologi i Pascals værker er vanskelig at fastslå, da mange tekster er udaterede eller er blevet offentliggjort længe efter at de er skrevet. Nogle var ikke kendt før et århundrede eller mere efter hans død. Andre er kun kommet til vores kendskab på en fragmentarisk eller indirekte måde. Her er listen:
- Essay om kegler (1640)
- Nye eksperimenter angående vakuum (1647)
- Redegørelse for det store eksperiment om væskers ligevægt (1648)
- Afhandling om luftmassens tyngdekraft (1651-53)
- Afhandling om den aritmetriske trekant (1654)
- Provinsbrevene (1656-57)
- Elementer af geometri (1657)
- Om den geometriske ånd og om kunsten at overtale (1657)
- Roulettens historie (1658)
- Kunsten at overtale (1660)
- Tanker (1669, posthumt)
- Resumé af Jesu Kristi liv (Teksten blev fundet omkring 1840 og udgivet i 1846.)